# Manistee
Manistee é uma cidade localizada no estado americano de Michigan, no Condado de Manistee.

## Demografia
Segundo o censo americano de 2000, a sua população era de 6586 habitantes.
Em 2006, foi estimada uma população de 6597, um aumento de 11 (0.2%).

## Geografia
De acordo com o United States Census Bureau tem uma área de
11,2 km², dos quais 8,4 km² cobertos por terra e 2,8 km² cobertos por água. Manistee localiza-se a aproximadamente 204 m acima do nível do mar.

## Localidades na vizinhança
O diagrama seguinte representa as localidades num raio de 28 km ao redor de Manistee.